# نيل هارفي
نيل هارفي (بالإنجليزية: Neil Harvey)‏ (6 أغسطس 1983 بلندن في المملكة المتحدة - ) هو لاعب كرة قدم بريطاني في مركز الهجوم. شارك مع منتخب باربادوس لكرة القدم. أما مع النوادي، فقد لعب مع ماكليسفيلد تاون وCefn Druids A.F.C. ‏ ونادي هدنسفورد تاون ونادي مارين ‏ ونادي ويتون ألبيون وتيلفورد يونايتد وRetford United F.C. ‏.

## وصلات خارجية
- نيل هارفي على موقع الاتحاد الدولي (مؤرشف)  (الإنجليزية)
- نيل هارفي على موقع قاعدة بيانات كرة القدم.إي يو (الإنجليزية)
- نيل هارفي على موقع ناشيونال فوتبول تيمز (الإنجليزية)
- نيل هارفي على موقع Soccerbase.com (لاعب) (الإنجليزية)
- نيل هارفي على موقع Soccerway.com (الإنجليزية)